# 李坤 (光緒進士)
李坤（1866年—1916年），字厚安，一字栎生，號雪園，男，雲南昆明人，清朝政治人物、進士出身。

## 生平
光緒二十年（1903年），中式癸卯科二甲進士。同年闰五月，改翰林院庶吉士。散館授翰林院編修。辛亥革命爆发后，他返回昆明，在云南师范、云南法政学院担任国文教员。1913年，唐继尧担任云南都督时，他担任都督府顾问和秘书。之后他在《云南丛书》处担任编辑审查员。他以诗文著名，著有《思亭诗钞》、《雪园文钞》、《齐风说》、《温泉志》、《筱风阁随笔》、辑《明滇诗拾遗》、《续拾遗》等。